# 페로탱

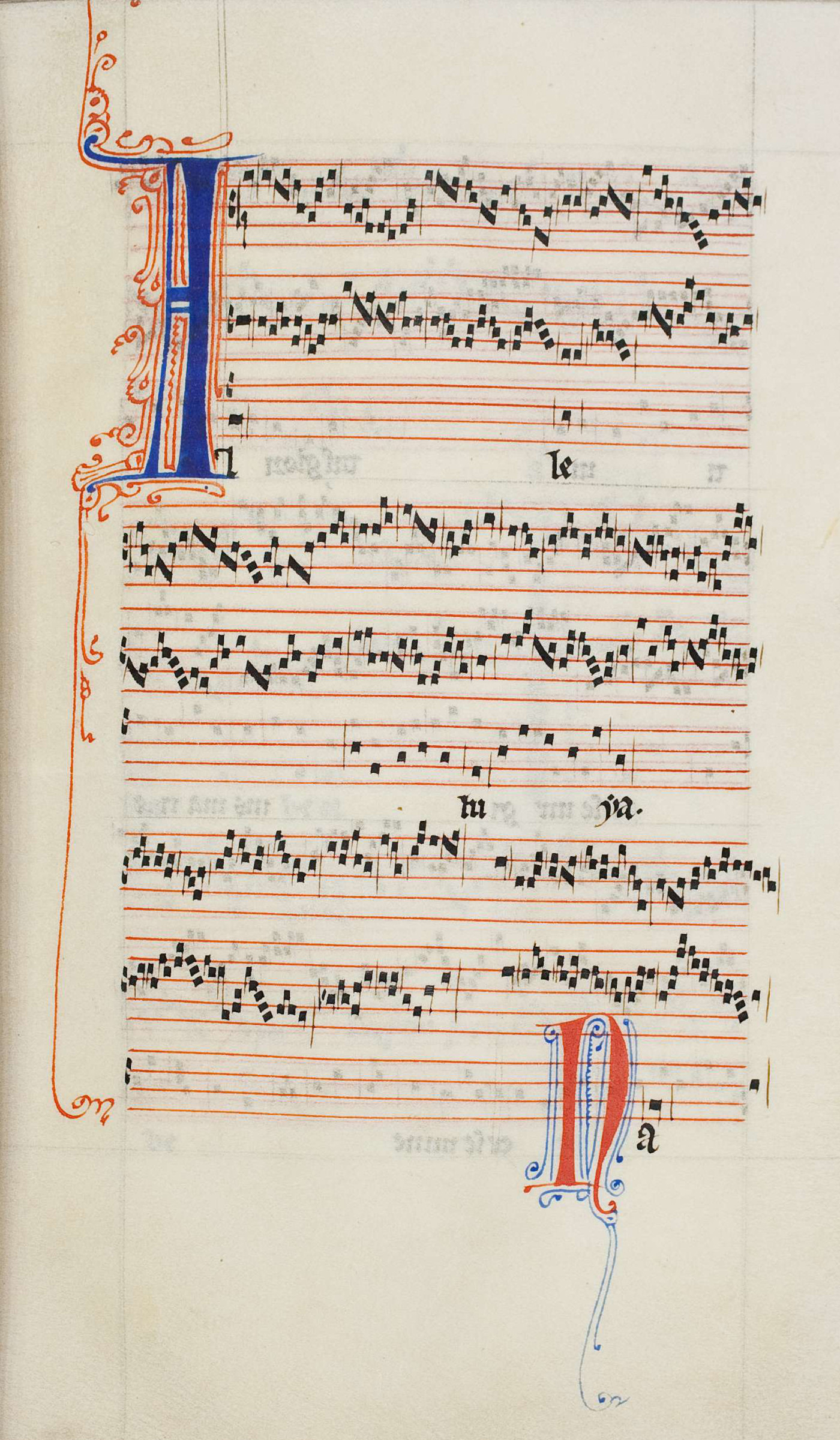
페로탱의 알렐루야 나티비타스(Alleluia nativitas)의 한 페이지

페로탱(Pérotin, 1150년경?~1220년대?)은 12세기에 파리의 노트르담 대성당에서 활약한 노트르담 악파의 대표적 거장이다. 쿠스마켈은 그의 작품을 열거함에 있어 그가 레오냉의 <오르가눔 대집성>을 재편하였다고 한다. 이 악파의 오르가눔 가운데에서 4곡, 콘둑투스 가운데에서 4곡(이 가운데 1곡은 없어졌다)이 그의 작품이라고 하며 그 중 2곡은 4성부를 지닌다. 1200년에서 또는 1220년경에 사망했다고 전해진다. 정확히는 알 수 없다. 하지만 그가 1150년경에 태어났다고 추정되니 한 최소 50~70세는 살았다고 추정된다.